# Quận của tỉnh Seine-Maritime
3 quận của tỉnh Seine-Maritime gồm: 
1. Quận Dieppe, (quận lỵ: Dieppe) với 20 tổng và 350 xã. Dân số của quận này là 224.710 người năm 1990, 227.169 người năm 1999, tăng trưởng dân số là 1.09%.
2. Quận Le Havre, (quận lỵ: Le Havre) với 20 tổng và 176 xã. Dân số của quận này là 403.517 người năm 1990, và 403.298 người năm 1999, tăng trưởng dân số là 0.05%.
3. Quận Rouen, (tỉnh lỵ của tỉnh Seine-Maritime: Rouen) với 29 tổng và 219 xã. Dân số của quận này là 595.202 người năm 1990, và 608.671 người năm 1999, tăng trưởng dân số là 2.26%.